# Naval and Military Club
Navy and Military Club

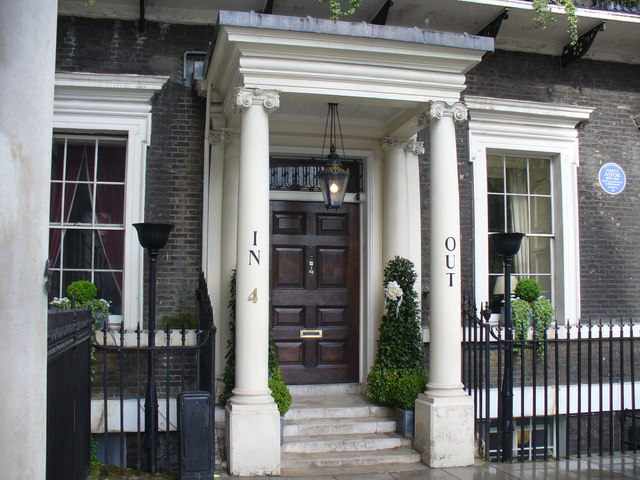
La entrada del Naval and Military Club

Naval and Military Club es un club de caballeros situado en Londres, Inglaterra. Fue fundado en 1862 porque los tres clubes militares que existían entonces en Londres —United Service, Junior United Service y el Army & Navy—, estaban llenos. La membresía se limitó por mucho tiempo a oficiales militares, en 2010 ya no es el caso, aunque todavía predominan militares y exmilitares entre sus miembros. Al igual que muchos clubes de caballeros de Londres, también ha abierto sus puertas a las mujeres. 
Estuvo establecido mucho tiempo en Cambridge House, en Piccadilly y llegó a ser conocido como «In and Out» (entrada y salida), por relación con las prominentes señales en las puertas de entrada y salida de vehículos del edificio. El club adquirió su actual sede en el número 4 de St. James's Square en 1996 y después de un programa de renovación tomó posesión en 1999. La casa había sido el hogar en Londres de Nancy Astor y su marido desde 1912 hasta 1942. Con el fin de conmemorar su sobrenombre anterior las palabras «In» y «Out» aparecen a cada lado de la entrada.